# シャカリ・リチャードソン
シャカリ・リチャードソン（Sha'Carri Richardson、2000年3月25日 - ）は、アメリカ合衆国の陸上競技選手。専門は短距離走（特に100mと200m）。

## 経歴
ブダペスト世界選手権で、100mに出場、前回王者シェリー＝アン・フレーザー＝プライスや、前回銀で今季最高記録保持者のシェリカ・ジャクソンらジャマイカ勢を下し、10秒65（風速：-0.3 m/s）の大会記録をマークし優勝、200mではシェリカ・ジャクソンや同じくアメリカのガブリエル・トーマスの前に屈し3着であった。4×100mRではアンカーを務め、金メダルを獲得している。
2025年8月1日までに、パートナーのクリスチャン・コールマンに対してドメスティックバイオレンスを叩いた容疑で逮捕。同月、オレゴン州で開催される世界陸上選手権東京大会の予選を兼ねた全米選手権を棄権した。